# تاوه د شاسور
تاوه د شاسور (به لاتین: Tavé des Chasseurs) یک کوه در سوئیس است که در کانتون وله واقع شده‌است. تاوه د شاسور ۳٬۱۶۵ متر بالاتر از سطح دریا واقع شده‌است.